# Rhodamin WT
Rhodamin WT, wobei WT für water tracing steht, auch bekannt als C.I. Acid Red 388, ist eine chemische Verbindung und ein Vertreter der Rhodamine, einer Gruppe von Fluoreszenzfarbstoffen. Es ist nahe verwandt mit Rhodamin B.

## Verwendung
Rhodamin WT wird zum Färben von Kältemittel und Frostschutzzusätzen für Autos verwendet. Als Markierungsfarbstoff für Wasser hat es die Fähigkeit organische Materialien wie Pflanzen oder Schlamm zu färben. Angesichts der Empfindlichkeit der Fluorometrie beträgt die Farbstofferkennung unter idealen Bedingungen 10 ppt (Teile pro Billion) und 0,1 ppb (Teile pro Milliarde) in verschmutztem Wasser. Bei höheren Konzentrationen kann es mit bloßem Auge erkennbar sein. Dies ermöglicht die Verfolgung von Wasserströmungen in Küstengewässern z. B. in der Nähe von Kraftwerken.
Für die Wasserverfolgung wird es in konzentrierten wässrigen Lösungen mit 20 % Farbstoffgehalt geliefert.

## Darstellung
Rhodamin WT wird aus 2,4-Dicarboxybenzaldehyd und m-Hydroxy-N,N-diethylanilin (auch 3-Hydroxy-N,N-diethylanilin oder 3-(Diethylamino)phenol genannt) durch Kondensation unter sauren Bedingungen synthetisiert. Um den Rohfarbstoff zu erhalten, wird die Lösung dehydratisiert und anschließend oxidiert.

## Externe Links zu erwähnten Verbindungen
1. ↑  Externe Identifikatoren von bzw. Datenbank-Links zu Keyacid Rhodamine WT:  CAS-Nr.: 72827-81-7, Wikidata: Q131820173.
2. ↑  Externe Identifikatoren von bzw. Datenbank-Links zu Rhodamin WT Kation:  CAS-Nr.: 775223-53-5, PubChem: 37719, Wikidata: Q131820179.
3. ↑  Externe Identifikatoren von bzw. Datenbank-Links zu 2,4-Dicarboxybenzaldehyd:  CAS-Nr.: 19297-46-2, PubChem: 10774164, ChemSpider: 8949478, Wikidata: Q112119373.